# Aethomys chrysophilus
Aethomys chrysophilus — вид мишоподібних гризунів родини мишеві (Muridae). Вид поширений в Південній Африці від Південної Кенії до Південно-Африканської Республіки. Мешкає у тропічних та субтропічних дощових лісах, вологих та сухих саванах. Тіло сягає 12-17 см завдовжки, хвіст — 13-20 см, вага — в межах від 40 до 114 г.